# Сугава Тёносукэ
Сугава Тёносукэ (яп. 須川長之助 Сугава Тё:носукэ, 1842—1925) — японский ботаник, известный прежде всего своими совместными работами с российским ботаником Карлом Ивановичем Максимовичем (1827—1891).
Максимович в своих работах записывал его имя латиницей как Tschonoski Sugawa (Чоноски Сугава), а несколько видов растений, которые Максимович назвал в его честь, получили видовые эпитеты tschonoskii. В русскоязычной литературе встречается следующее написание его имени: Сукава Чоносуке (Чоноски).

## Краткая биография
Сугава Тёносукэ родился в провинции Рикутю (сейчас — префектура Иватэ) около города Сива.
В возрасте 19 лет в поисках работы он перебрался в городе Хакодатэ на острове Хоккайдо. Вскоре поступил в услужение к российскому ботанику Карлу Ивановичу Максимовичу, который прибыл в Японию в 1860 году. Обучившись работе с ботаническими образцами, Сугава Тёносукэ активно помогал Максимовичу со сбором этих образцов. Связано это было в первую очередь с тем, что Максимович из-за ограничений, установленных властями для иностранцев, не мог, в отличие от своего помощника, свободно передвигаться по стране. В конце 1862 года они переехали в Нагасаки; Максимович и Сугава Тёносукэ работали вместе, исследуя различные части острова Кюсю, включая кальдеру вулкана Асо и район вулкана Кудзю. В 1864 году Максимович вернулся в Россию, но его связь с Сугавой не прервалась: они переписывались, Сугава присылал Максимовичу ботанические материалы.
В 1877 году Сугава Тёносукэ принял в Хакодате православие, получив при крещении имя Даниил.
После смерти в 1891 году Максимовича Сугава Тёносукэ занимался только сельским хозяйством.
Умер в 1925 году. Вскоре после его смерти в парке города Сива был установлен памятник, посвящённый Сугаве Тёносукэ и Максимовичу.
В 1978 году было принято решение о включении Сугавы Тёносукэ в число почётных граждан города Сива.

## В честь Сугавы Тёносукэ
Многие новые виды японских растений, которые описал Максимович, он назвал в честь своего помощника. Все эти таксоны имеют видовой эпитет tschonoskii. Список таких таксонов можно найти в базе данных International Plant Names Index (IPNI).

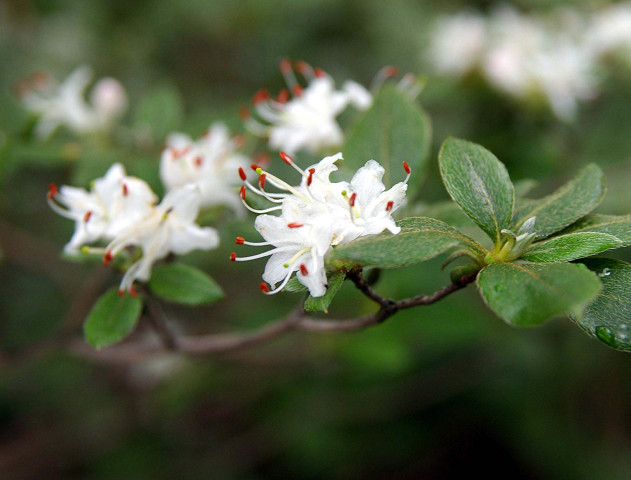
Рододендрон Чоноски, цветущее растение

Некоторые виды, названные в честь Сугавы Тёносукэ:
- Acer tschonoskii Maxim. (1887) — Клён Чоноски
- Carex tschonoskii V.I.Krecz. (1937) — Осока Чоноски
- Lonicera tschonoskii Maxim. (1878) — Жимолость Чоноски
- Carpinus tschonoskii Maxim. (1881) — Граб Чоноски
- Leucothoe tschonoskii Maxim. (1873) — Леукотоэ Чоноски
- Rhododendron tschonoskii Maxim. (1871) — Рододендрон Чоноски
- Pyrus tschonoskii Maxim. (1874) — Груша Чоноски
- Trillium tschonoskii Maxim. (1884) — Триллиум Чоноски

В 2006 году в университете города Сива была открыта выставка, приуроченная к 80-летию со дня смерти Сугавы Тёносукэ.